# Письменник

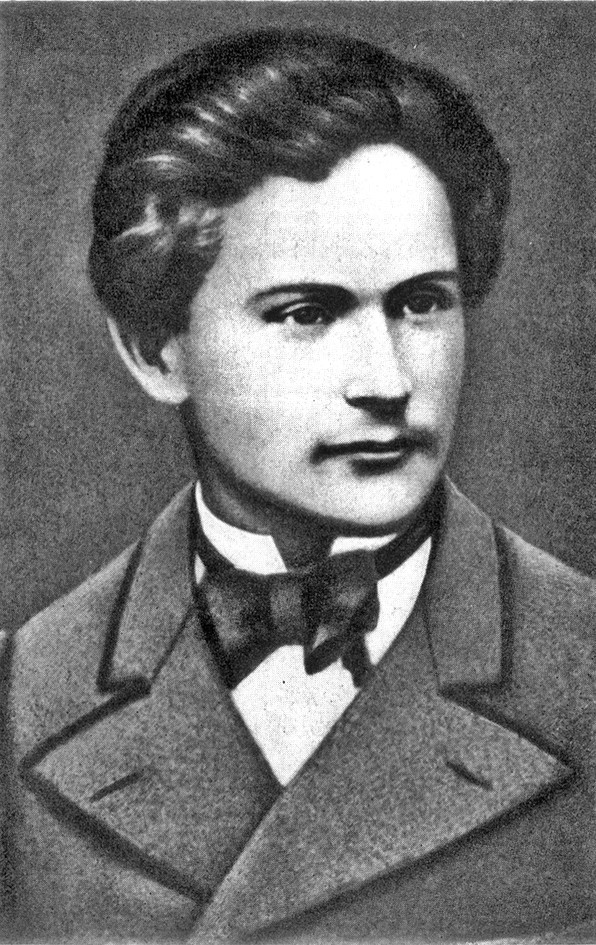
Іван Франко — один із найбільш значних українських письменників.

Письме́нник, письме́нниця — у широкому розумінні — кожна людина, яка пише твори (не обов'язково художні, наукові, вірші також), висловлює власні думки, досвід і бачення світу у письмовій формі. У вузькому розумінні це автор художніх творів; особа, для якої літературна діяльність є професією. Синонімами до слова письменник є літератор, майстер слова, працівник пера.
Письменник — загальна назва осіб, що займаються створенням текстів, призначених, як правило, для невизначеного читацького кола.

## Походження слова
Слово «письменник» віддієслівного походження, сталося від дієслова «писати». Раніше текстові твори дійсно писалися «від руки». У XX столітті у зв'язку з розвитком науки й техніки умови письменницької праці змінилися, проте, не зважаючи на те, що більшість письменників і письменниць перейшли на набір текстів на друкарській машинці, а потім і на комп'ютері, слово зберегло своє значення.

## Класифікація
Письменником чи письменницею зазвичай називають людину, для якої вказане заняття є основним або одним з основних. При цьому людина, для якої створення текстових творів є постійним, головним, або одним із головних джерел доходу, вважається професійним письменником. Як в Україні, так і в інших країнах існують професійні письменницькі об'єднання (творчі спілки, асоціації).
Розмежування письменницької діяльності найчастіше відбувається за літературними родами, на підставі чого виокремлюють прозаїків, поетів/поеток, драматургів. Часто при такій диференціації зважають на жанрові уподобання автора чи авторки. Тому мова йде про байкарів, новелістів, повістярів, романістів, нарисовців, гумористів тощо.